# Бакинський трамвай
Бакинський трамвай — система спочатку парового, потім — кінного, а з 1924 року — електричного трамвая Баку, столиці Азербайджану, повністю ліквідована 2004 року. Перша трамвайна система Азербайджану; перша електрична трамвайна система, збудована радянською владою.

## Історія
1887 року в Баку було відкрито лінію парового трамвая, яка згодом отримала назву «Чорногородська», і використовувалася для пасажирських перевезень. 1889 року було відкрито кінний трамвай. До нього також приєднали Чорногородську лінію, на якій також стали використовували кінну тягу. Експлуатувало бакинський кінний трамвай Товариство кінно-залізничних доріг Баку (рос. Общество Конно-Железных дорог Баку).

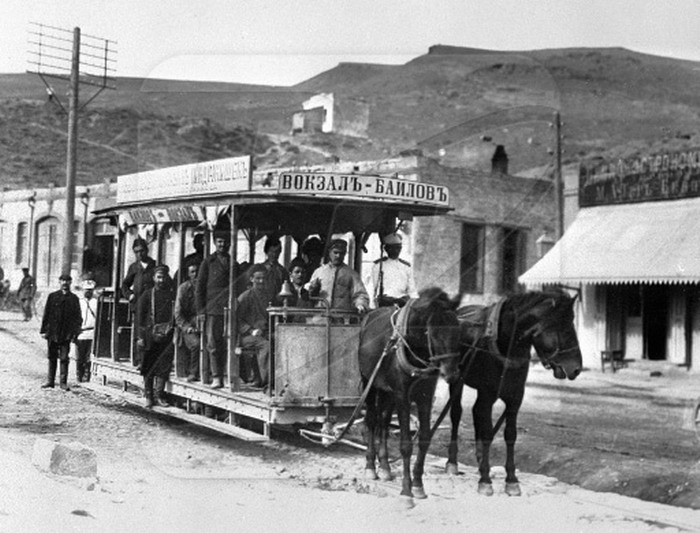
Кінний трамвай в Баку, 1910

Бакинський кінний трамвай мав ширину колії 1524 мм. Існувала також вантажна вузькоклійна нафтопромислова лінія, яка було прокладена між нафтопромисловими підприємствами навколо Баку. 1924 року вона була реорганізована в Бакинську нафтопромислову вузькоколійну залізницю і була підпорядкована державному нафтовидобуному монополісту «АзНафта».
Вже на початок 20 століття кінний трамвай не справлявся зі зростанням обсягів перевезень центру нафтовидобувної промисловості Російської імперії. Вже 1903 року в міську думу надійшла пропозиція щодо будівництва в Баку електричного трамвая. 20 років міська бюрократія створювала численні комісії, розробляла проекти, маршрути і кошториси, аж поки 1922 року Бакинська рада почала планування будівництва електричної трамвайної мережі.
Міська казна була порожня, тому спочатку планувалося консесійне будівництво, в якому взяли б участь іноземні компанії, але згодом було вирішено будувати своїми силами. У вересні 1922 року Бакинська міська рада спільно з Урядом Азербайджану звернулися до РадНарКому РРФСР за допомогою в будівництві трамвая. В січні 1923 року Рада Праці і Оборони РРФСР визнала спорудження бакинського трамвая загальнодержавнозначимим. В березні 1923 року, коли місто потерпало від голоду і розрухи, розпочалося спорудження кільцевої лінії, яка з'єднала центр міста з районом залізничного вокзалу.
В будівництві в Баку електричного трамвая брала участь вся країна. Замовлення на рейки виконували Юзівський, Макіївський та Єкатеринославський заводи, вагони — Митищенський і Коломенський заводи, електро- і повітряно-гальмівне оснащення — харківський завод «ВЕК», підземні кабелі живлення — Московський кабельний завод, повітряні кобелі живлення — петроградський завод «Електрострум» (рос. Электроток), залізо для будівельних робіт — Царицинський завод і «Уралмет». З ініціативи профспілок, бакинські робітники організовували суботники і понаднормові роботи, в яких брало участь десятки тисяч осіб.

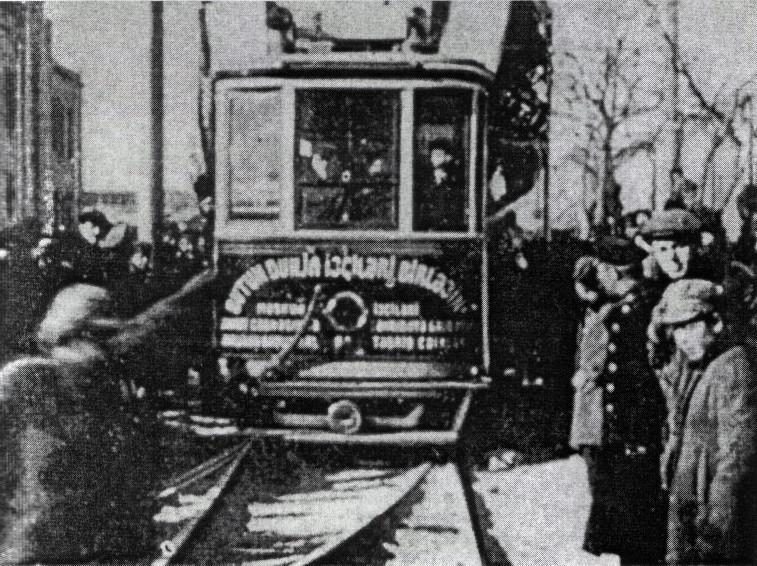
Відкриття електричного трамвая, 8 лютого 1924

8 лютого 1924 року в будівлі трамвайного парку відбулося урочисте засідання Бакинської міської ради, на якому було офіційно відкрито електричну трамвайну мережу, а саме, першу, кільцеву, лінію «Залізничний вокзал — Площа Азнафта» довжиною 6,6 км. Вже до кінця 1924 року в місті нараховувалося 5 трамвайних ліній довжиною 35,9 км, якими курсувало 72 вагони. Ось як характеризував відкриття трамвайної мережі Олександр Лисовський, водій першого електричного трамвая:
|  | Перші декілька годин ми возили пасажирів безкоштовно. Це було свято, свято для всього народуОригінальний текст (рос.) Первые несколько часов мы возили пассажиров бесплатно. Это был праздник, настоящий большой праздник всего народа |

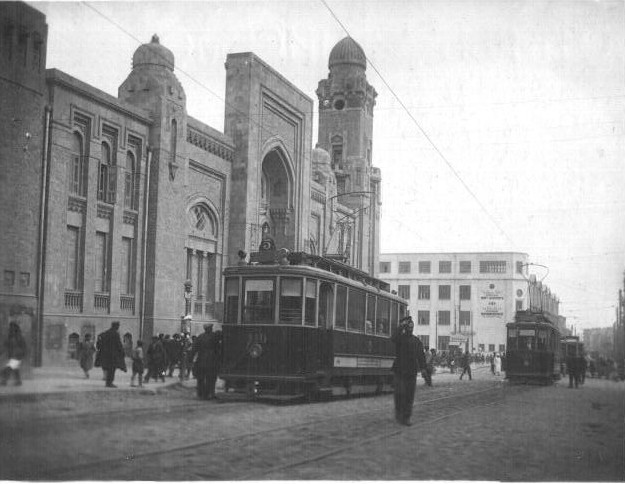
Електричний трамвай на проспекті Леніна, 1920-ті

Маршрути електричного трамваю дублювали маршрути кінного, тому 1924 року бакинський кінний трамвай було закрито. Чорногородська лінія спочатку повернулася на парову тягу, але згодом була електрифікована.
Апогею в своєму розвитку бакинський трамвай досягнув напередодні Другої світової війни, тоді довжина ліній становила 117 км. Вже в 1960-х роках розвитку трамвая приділялося менше уваги, ніж метрополітену, тролейбусу та автобусу; почалося поступове скорочення мережі. Спочатку розбирали лінії, що проходили центральними вулицями та ті, які сполучали центр з промисловими околицями. 1980 року довжина шляхів становила 70 км.
В 1990-х трамвай активно витіснявся з системи міського транспорта Баку, не витримуючи конкуренції з маршрутними таксі та метрополітеном. 2004 року було закрито останню лінію бакинського трамвая.

## Маршрути
Наприкінці 1980-х в Баку діяло 7 трамвайних маршрутів:
- №1. «Станція метро «Хатаї» — Перший мікрорайон»
- №2. «Залізничний вокзал — кільце вулиць Фабриціуса, Інглаба та Чапаєва — залізничний вокзал»
- №3. «Залізничний вокзал — станція метро «Аврора»»
- №4. «Залізничний вокзал — Старі Ахмедли»
- №5. «Селище Воровського — Монтінський базар»
- №6. «Станція метро «Хатаї» — Монтінський базар»
- №7. «Залізничний вокзал — кільце вулиць Чапаєва, Інглаба та Фабриціуса — залізничний вокзал»

До 2004 року зберігся лише маршрут № 6 «Станція метро «Хатаї» — Монтінський базар».

## Рухомий склад
Спочатку в Баку експлуатувалися вагони серії МБ, потім — КМ та МТВ-82А. З 1970-х стали надходити вагони РВЗ-6, з 1980-х — КТМ-5. На вагони КТМ-5 всі закодські пантографи замінювалися на бугельні зі знятих з експлуатації вагонів РВЗ-6 для полегшення проходження перетинів трамвайної та тролейбусної контактної мережі.

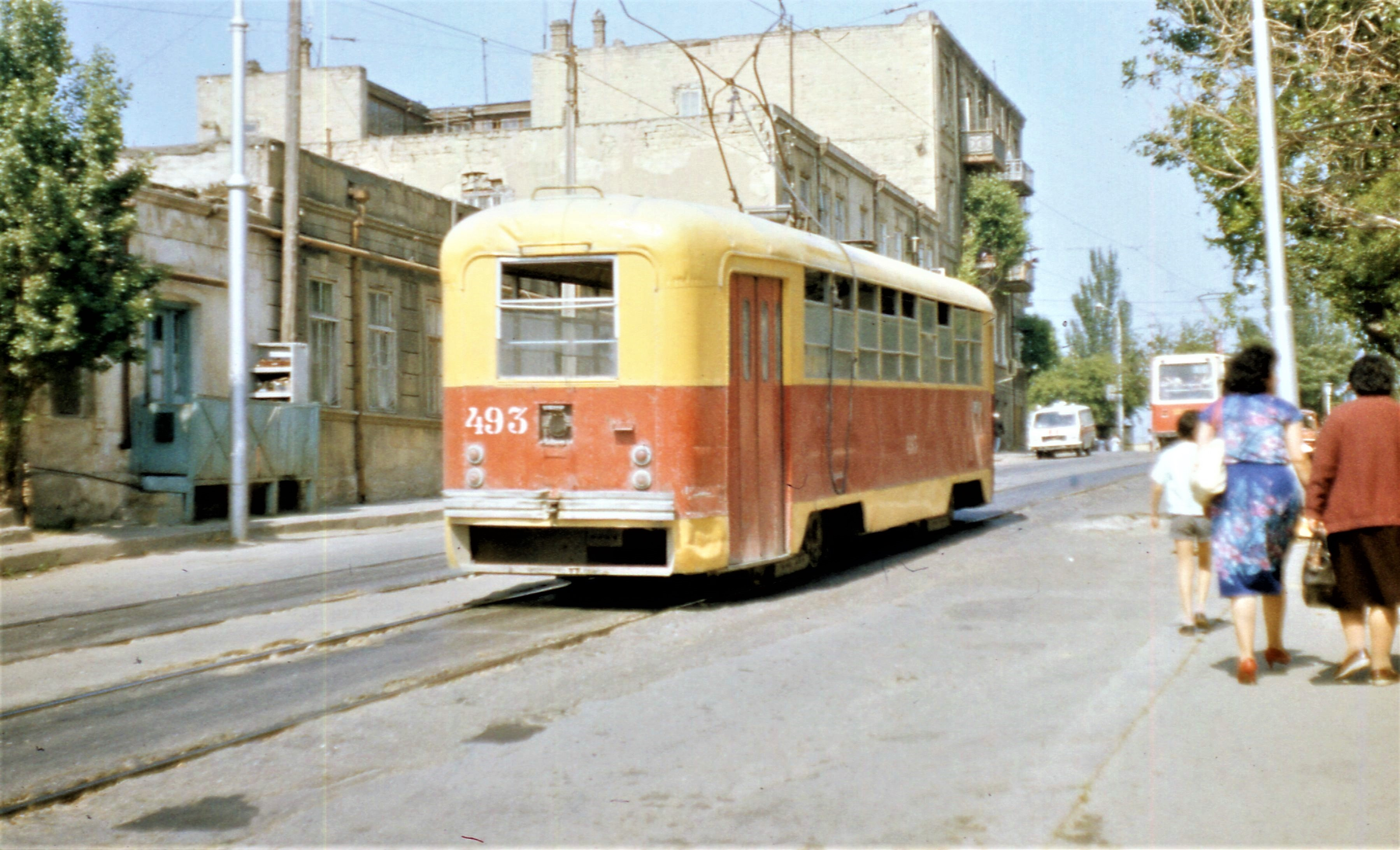
РВЗ-6 у 1987 році
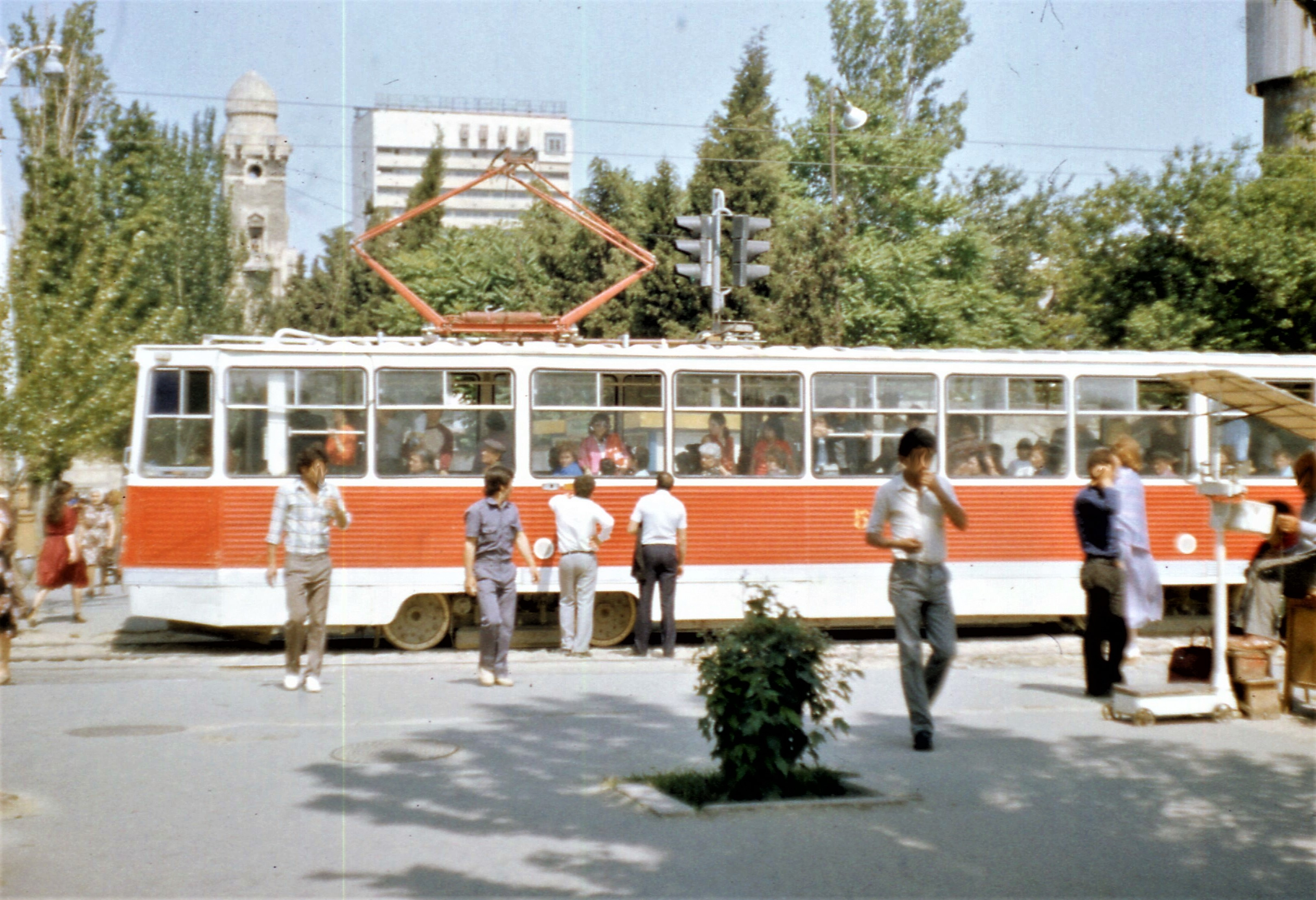
КТМ-5 у 1987 році

## Майбутнє
У планах виконавчої влади Баку — відродження трамвая, для чого очікується проведення тендеру з розробки проекту і далі будівництва в Баку нової трамвайної мережі, що відповідає всім світовим стандартам.

## Виноски
1. ↑  Рауф Оруджев. Трамваї знову на порядку? [Архівовано 28 вересня 2013 у Wayback Machine.]. «Зеркало». 9 листопада 2012 г. (рос.)